# Simmediana
In geometria, la simmediana è un segmento simmetrico alla mediana rispetto alla bisettrice dello stesso vertice.
Dato un triangolo ABC conduciamo le bisettrici interne AL, BM, CN e le mediane AA', BB', CC', quindi determiniamo la simmetrica della mediana rispetto alla bisettrice; indichiamo con R, S, T i punti d'intersezione delle simmetriche rispettivamente con i lati BC, AC, AB, abbiamo così tre nuovi segmenti AR, BS, CT, che vengono chiamati simmediane del triangolo.